# Enemy of the Music Business
Albums de Napalm Death
Words From The Exit Wound Order of the Leech
Enemy of the Music Business est le neuvième album du groupe britannique de grindcore Napalm Death. Il sort en septembre 2000 sur les labels Dream catcher et Spitfire.
Le titre de l'album (qui se traduit par ennemi du business de la musique) fait référence aux déboires que Napalm Death a eu avec leur précédent label Earache Records. Cet album est un retour à un deathgrind beaucoup plus extrême que les productions expérimentales de Napalm Death depuis Fear, Emptiness, Despair.

## Liste des titres
1. Take the Poison
2. Next on the List
3. Constitutional Hell
4. Vermin
5. Volume of Neglect
6. Thanks for Nothing
7. Can't Play, Won't Pay
8. Blunt Against the Cutting Edge
9. Cure for the Common Complaint
10. Necessary Evil
11. C.S. (Conservative Shithead) (Part II)
12. Mechanics of Deceit
13. (The Public Gets) What the Public Doesn't Want
14. Fracture in the Equation

Il y a une piste cachée après Fracture in the Equation.

## Formation
- Mark "Barney" Greenway - Chant
- Jesse Pintado - Guitare
- Mitch Harris - Guitare
- Shane Embury - Basse
- Danny Herrera - Batterie